# 桐原いづみ
桐原 いづみ（きりはら いづみ、2月8日 - ）は、日本の漫画家。愛知県海部郡甚目寺町（現・あま市）出身。血液型はA型。代表作にテレビアニメ化された『ひとひら』などがある。

## 来歴・人物
自身によるプロフィールによると、『ひとひら』を描くまでの経歴は以下の通り。
- 2001年にアンソロジーなどでの仕事を始める。
- 2003年に挿絵の仕事を開始。
- 2004年に『ひとひら』を『コミックハイ!』にて連載開始。

## 作品リスト

### 連載
- ショコラ 〜maid cafe "curio"〜（原作：戯画・アルケミスト、『コミックブレイドMASAMUNE』）全1巻
- ココノカの魔女（『COMIC SEED!』）全1巻
- ひとひら（『コミックハイ!』）全7巻
  - ひとひらアンコール（『コミックハイ!』）全1巻
- 榊美麗のためなら僕は…ッ!!（『コミックハイ!』）全5巻
- 白雪ぱにみくす!（『月刊コミックブレイド』）全7巻
- アキラとひより（『ヤングガンガン』、『増刊ヤングガンガンビッグ』）全2巻
- 群青（原作：坂本虹、『月刊ビッグガンガン』）全5巻
- サボテンの娘（『コミックハイ!』）全3巻
- 君の膵臓をたべたい（原作：住野よる、『月刊アクション』）全2巻
- また、同じ夢を見ていた（原作：住野よる、『月刊アクション』）全3巻
- 小悪魔系JKなので小学生を誘惑してます（KADOKAWA MFC）全1巻
- 僕らは静河くんを愛でている vol.1（『ジーンピクシブ』）全1巻
- 時給三〇〇円の死神（原作：藤まる、『月刊アクション』）全3巻
- Fw：ゾンビネス・レギーナ（原作：あかほりさとる、原作協力：八木崇夫、『コミックグロウル』）既刊2巻（2巻以降は電子のみ）

### 読み切り
- 魑魅2夜話 〜ちみちみやわ〜（『電撃帝王』 Vol.2）
- 鬼燈（『電撃帝王』 Vol.3）
- マビノギ（原作：nexon、『コンプエース』 Vol.3）
- パパのいうことを聞きなさい! 〜小鳥遊の陽だまり〜 「小鳥遊家の守護者たち」（原作：松智洋、『ウルトラジャンプ』2012年2月号）
- 無職の私と天然ハーブ王子の魔女レシピ（原作：石原宙、『ガンガンONLINE』2024年3月31日[3]）

### イラストレーション
- 天華無敵!（挿絵、著：ひびき遊）全6巻
- てのひらのエネミー（挿絵、著：杉原智則）全4巻
- 天の獣に王なる翼を（挿絵、著：諸星崇）全1巻
- 新ソード・ワールドRPGリプレイWaltz（挿絵、監修：清松みゆき、著：篠谷志乃、グループSNE）全5巻
- テレビアニメ『パパのいうことを聞きなさい!』第6話エンドカードイラスト
- テレビアニメ『黄昏乙女×アムネジア』第2話予告イラスト